# Miami Medical
Miami Medical (inizialmente conosciuta come Miami Trauma) è una serie televisiva medica statunitense, creata da Jeffrey Lieber. La serie è prodotta dalla Jerry Bruckheimer Television e Warner Bros. Television.

## Trama
Ambientata in un pronto soccorso di Miami, la serie ruota attorno alle vicende di un team di chirurghi specializzati nel curare gravi ferite e forti traumi, capitanato dal misterioso medico Matthew Proctor e grazie al suo team composto dal Dr. Chris Deleo, dalla Dr. Serena Warren, dalla Dr. Eva Zambrano e dall'infermiere Tuck Brody riuscirà a salvare molte persone in fin di vita.

## Personaggi e interpreti

### Principali
- Dr. Matthew Proctor, interpretato da Jeremy Northam, doppiato da Massimo Rossi.
Salvato da un infarto due anni prima in Maryland, Matthew inizia la sua nuova vita (o come la chiama lui "seconda chance") come traumatologo e diventa subito il capo squadra rubando il posto a Eva Zambrano. Anche se, a volte, può sembrare misterioso e rude, è molto stimato dai membri della squadra Alpha e adora andare a pensare sul tetto.

- Dr. Chris "C" DeLeo, interpretato da Mike Vogel, doppiato da Fabio Boccanera.
Sfrontato e con la faccia da schiaffi, Chris sa sempre come cavarsela in ogni situazione. È innamorato di Eva e trova sempre un momento per flertare con lei. Ha un fratello, Rick, che negli ultimi episodi della serie scopre di avere un tumore. È anche molto amico con Serena e non perde momento per aiutarla quando è in difficoltà.

- Dr. Eva Zambrano, interpretata da Lana Parrilla, doppiata da Chiara Colizzi.
A soli sei anni è scappata da Cuba con i suoi genitori ed è stata portata insieme agli altri immigrati all'ospedale di Miami, dove sua madre è morta per un'infezione. Suo padre, chirurgo a Cuba, ha dovuto iniziare a lavorare come tirocinante per sfamare sua figlia; viene scherzosamente chiamata "Pesche" da suo padre. Doveva essere lei il nuovo capo del team Alpha prima che Proctor arrivasse.

- Dr. Serena Warren, interpretata da Elisabeth Harnois, doppiata da Gemma Donati.
Ha appena finito gli studi come traumatologa e fa tirocinio nel team Alpha. Molto timida, ma si fa rispettare da tutti. È claustrofobica perché, come dice lei stessa, da piccola è stata chiusa dentro un baule da suo fratello. Non è fidanzata, ma si sente con un ragazzo del liceo.

- Tuck Brody, interpretato da Omar Gooding, doppiato da Stefano Crescentini.
È l'infermiere capo sala e spesso si dice che l'ospedale non andrebbe avanti senza di lui. Nella sesta puntata della serie viene accoltellato da un uomo al cuore e solo alla fine della stagione avrà finito la riabilitazione e ritirare a fare il suo lavoro.

- Dr. William Rayner, interpretato da Andre Braugher.
È il capo del team Alpha e nel corso della prima puntata ha un esaurimento nervoso durante un'operazione, si spoglia e va via dall'ospedale. È l'esatto contrario di Matthew, infatti lui non si avvicina mai ai pazienti ma prende solo appunti al contrario Proctor si dimostra un tipo che non prende appunti e che prende molto sul serio i suoi pazienti. Esce dal cast dopo la prima puntata.

### Secondari
- Rick DeLeo, interpretato da Bailey Chase.
È il fratello maggiore di Chris ed è il pilota dell'elisoccorso. Negli ultimi episodi della serie scopre di avere un tumore ai reni, ma non vuole dirlo a Chris e quindi dice a Eva di dirglielo. Nell'ultimo episodio Rick si fa operare e lascia un assegno a Chris le lui strapperà. È presente in due episodi della serie, ma viene spesso nominato da Chris.

## Episodi
| Stagione       | Episodi | Prima TV originale | Prima TV Italia |
| -------------- | ------- | ------------------ | --------------- |
| Prima stagione | 13      | 2010               | 2010-2011       |

## Produzione
Va in onda sulla CBS a partire dal 2 aprile 2010. Il 18 maggio 2010 la CBS annuncia la cancellazione della serie, di cui non sarà prodotta una seconda stagione.
Sempre nel 2010 viene trasmessa su premium Joi e dal 23 giugno 2015 viene trasmessa sul nuovo canale Premium Stories della piattaforma a pagamento Mediaset.